# Royal Institute of British Architects
Royal Institute of British Architects (zkratka RIBA, doslova Královský institut britských architektů) je profesní sdružení a orgán pro britské i mezinárodní architekty. RIBA se ve spolupráci s Anglickým parlamentem snaží zkvalitnit veřejnou i soukromou architekturu.
Bylo sformováno v roce 1834 za účelem rozvoje architektury, architekty Philip Hardwick, Thomas Allom, William Donthorne, Thomas Leverton Donaldson, John Buonarotti Papworth a Thomas de Grey. Poskytuje podporu pro přibližně 44 000 členů po celém světě v podobě tréninků, technické podpory, publikací a akcí. Posláním organizace je přispívat a rozvíjet architekturu po světe. Z Londýnského ústředí sprostředkovává RIBA pro veřejnost informace skrz vlastní webovou stránku a knihovnu.
Každoročně tato organizace oceňuje výjimečnou architekturu Stirlingovou cenou, která se přirovnává k Oscarům staveb. Udělují se také další menší ocenění.

## Co dělá RIBA

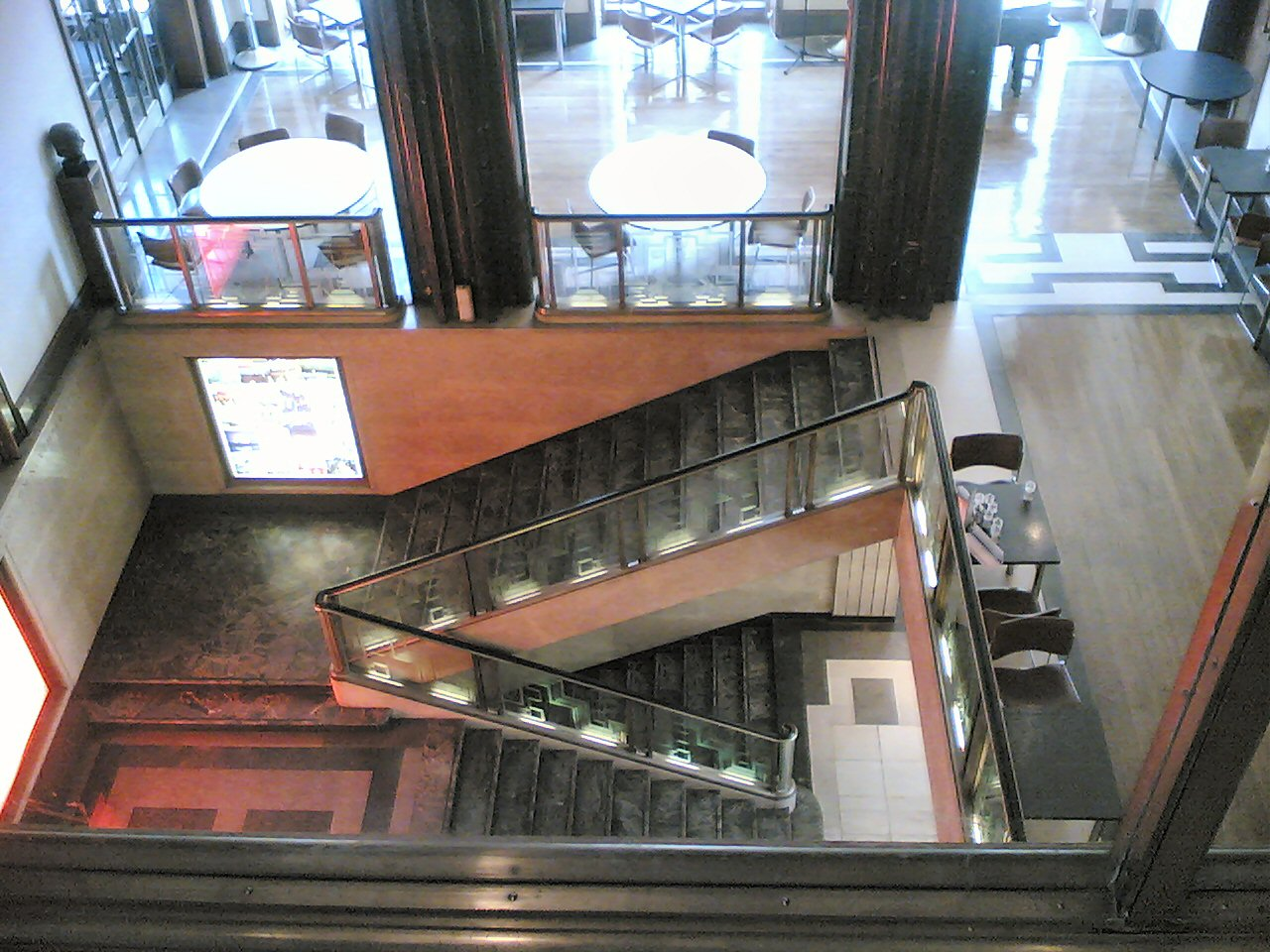
Interiér sídla RIBA

#### Strategie
- Poukazovat na přínos dobré architektury
- Podporovat a zvětšovat přínosy architektury
- Umožnit tvorbu dobré architektury
- Zabezpečit vysokostandardní služby
- Vyvinout potenciál pro tvorbu strategií

### Každoroční kontroly
Poskytují celoroční zhodnocení RIBA a podávají finanční zprávu o činnosti RIBA.

### Politika
Hlavními povinnostmi jsou:
- Koordinovat politické aktivity
- Zabezpečovat průzkum
- Sledovat politickou situaci
- Kontrolovat strategický plán RIBA

### Styk s veřejností
Architektura je politická – týká se problematiky toho, kde člověk žije, kde jsou vzdělávány děti, a jak je o člověka postaráno v nemoci, nebo jak vypadá životní prostředí. Úlohou RIBA je přes rozhodnutí v parlamente zvýšit úroveň architektury.

### Průzkum a rozvoj
RIBA podporuje průzkum a inovativnost při zvyšovaní vědomostí o profesi podněcováním interakce mezi výzkumníky a realizátory. Průzkum a rozvoj organizace podporuje hlavně RIBA poslaní a strategie a týká se objektů zadefinových ve strategickém plánu RIBA.

### Tvorba plánů
Je program zaměřený na vize do budoucnosti. Zahrnuje podniknuté průzkumy, vydané publikace a poskytnuté lekce, semináře a debaty. Vytváří prostor na komunikaci o potřebách společnosti, o architektuře v minulosti a vizích architektury do budoucnosti.

## RIBA Ocenění
Jsou udělované budovám, které dosahují vysoký standard a jsou přínosem pro své okolí. Ceny se každoročně a udělují od roku 1966. Hodnocené stavby jsou posuzované podle konkrétního příkladu a regionu. Porota pro každý region je postavená z místních zástupců, soudního poradce a z předsedajícího, který je většinou známý architekt. Porota se každoročně mění.
Typy ocenění:
- Stirlingova cena – je ocenění budovy celého roku, pojmenované po britském architektovi Jamesovi Stirlingovi (1926-1992). Budovy jsou do něj nominované na základě postupu z RIBA national awards nebo RIBA europeans awards.
- Royal Gold Medal – oceňuje kolektivy
- Stephen Lawrence price – oceňuje budovy s rozpočtem menším než 500 000 liber
- RIBA President's Medals Students Award – cena udělovaná za studentské práce

## Knowledge Communities
Knowledge Comunities RIBA (Vzdělávací komunity RIBA) jsou internetové interdisciplinární skupiny, které mají úlohu zachytit a vzájemně sdílet a aplikovat v praxi své poznatky z oblasti architektury a životního prostředí. Jde o nekomerční iniciativu otevřenou odborníkům na životní prostředí a všem, kteří se chtějí podělit o poznatky z příbuzných odvětví. RIBA jako organizace usiluje umožnit přenos vědomostí a poznatků pomocí těchto specializovaných skupin.